# Pau Romeva
Pau Romeva i Ferrer (Barcelona, 1892 - 1968) fue un político democristiano, traductor y pedagogo de Cataluña, España.
Trabajabó como maestro y desde 1917 fue asesor de la Asociación Protectora de la Enseñanza Catalana, que publicó su “Sil·labari català” en 1922. En 1928 fue nombrado director de un colegio y publicó algunas traducciones suyas en La Nostra Revista de obras de Gilbert Keith Chesterton y en la Revista de Catalunya las de Oliver Twist de Charles Dickens e Ivanhoe de Walter Scott. También dirigió el Grupo Escolar Ausiàs March en 1931. 
Políticamente, comenzó afiliado a la Lliga Regionalista, pero en 1922 se pasó a Acció Catalana. En 1931 fue uno de los fundadores de Unió Democràtica de Catalunya (UDC), con la que fue elegido en 1932 diputado al Parlamento de Cataluña por la circunscripción electoral de Barcelona en las elecciones autonómicas. Tuvo un papel destacado en la discusión de la Ley de Contratos de Cultivo de 1934, a la que dio su aprobación en el momento de la votación de la totalidad de la ley. Cuando estalló la Guerra Civil, aunque fue destituido como jefe del grupo escolar, mantuvo lealtad a la Generalidad. 
De 1939 a 1942 vivió exiliado en Bierville (Francia) con Carles Riba y Ferran Soldevila, y después en Burdeos con Joan Baptista Roca i Caball, pero volvió a Barcelona y se dedicó a tareas editoriales, ya que fue depurado como funcionario e inhabilitado para ejercer como maestro. También participó en la reorganización interna de UDC con Miquel Coll i Alentorn, y fue presidente hasta su muerte. Durante la entronización de la Virgen de Montserrat en 1947 se ocupó de recibir la delegación del Partido Nacionalista Vasco, y mantuvo contactos internacionales con partidos demócrata-cristianos europeos que facilitaron el ingreso de su partido a la Internacional Democristiana.

## Obras
- Cartipàs català (1918).
- Història de la indústria catalana (1952).

### Traducciones al catalán
- Oliver Twist (1929), de Charles Dickens (reedición: Proa, 2006).
- Heréticos (1928), de G. K. Chesterton.
- Aquello que no está bien (1929), de G. K. Chesterton.
- El hombre que fue jueves (1931), de G. K. Chesterton (reedición: Quaderns Crema, 2005).
- El fondo de la cuestión (1967), de Graham Greene.